# ブロック162
この航空機(Bloch MB.162)は初め郵便機として設計され、後に戦略爆撃機に転換されたものである。
制作された唯一の航空機はテスト中に非常に優れた性能を示した。
試作機は1940年6月1日に飛行した。この機体はドイツ軍に捕獲された。
ブロック 162
- 用途：爆撃機
- 製造者：
- 初飛行：1940年6月1日

## 性能諸元
- 全長：21.89 m
- 全幅：28.09 m
- エンジン：グノーム・ローン14N 1,100hpx 4
- 最大速度：553 km/h